# Districte de Le Mans
El Districte de Le Mans és un dels tres districtes amb què es divideix el departament francès del Sarthe, a la regió del País del Loira. Té 12 cantons i 48 municipis. El cap del districte és la prefectura de Le Mans.

## Cantons
cantó d'Allonnes (Sarthe) - cantó de Ballon - cantó d'Écommoy - cantó de Le Mans-Centre - cantó de Le Mans-Est-Campagne - cantó de Le Mans-Nord-Campagne - cantó de Le Mans-Nord-Oest - cantó de Le Mans-Nord-Ville - cantó de Le Mans-Oest - cantó de Le Mans-Sud-Est - cantó de Le Mans-Sud-Oest - cantó de Le Mans-Ville-Est